# Tenthredo mesomela
Tenthredo mesomela is een vliesvleugelig insect uit de familie van de bladwespen (Tenthredinidae). De wetenschappelijke naam van de soort is  gepubliceerd in 1758 door Linnaeus in de tiende editie van Systema naturae. 

## Uiterlijk
De bladwesp heeft een lengte van 9,5-13mm en heeft een geel tot appelgroen lichaam met een zwarte rug en pootjes die over de lengte grotendeels geel met zwart gekleurd zijn.
Ze zijn te onderscheiden van de sterk gelijkende Rhogogaster-soorten door de stand van de ogen en hun zwarte pterostigma. Rhogogaster-soorten hebben een groen stigma. Ook zijn er Tenthredopsis-soorten  die veel op T. mesomela lijken.

## Habitat
De volwassenen zijn van mei tot juli te zien in weilanden, bermen en bossen, waar ze stuifmeel en nectar van schermbloemigen zoeken en soms kleine insecten eten. De larven voeden zich 's nachts en leven op boterbloem, duizendknoop en andere planten.